# Project Zero (videojuego)
Project Zero es el primer videojuego de terror de la saga Project Zero, conocida en América del Norte como Fatal Frame y en Japón como Zero (零〜zero〜?). Poseedor de una de las tramas más complejas vistas en el medio y considerado por Ugo Network el videojuego mejor escrito jamás realizado, es uno de los principales referentes del Horror de supervivencia. Fue publicado por Tecmo en Japón (2001) y en América del Norte (2002), y por Wanadoo Edition en Europa (2002) para la consola Playstation 2. Una versión ampliada para Xbox fue publicada por Tecmo en América del Norte (2002) y Japón (2003), y por Microsoft Game Studios en Europa (2003). Además, desde 2013 está disponible en la Playstation Store, pudiendo ser jugado desde una Playstation 3, sin embargo, sólo puede ser adquirido en Estados Unidos; este no es un port como tal y es vendido como "PS2 Classics", que emula al juego en dicha consola.

## Historia
La protagonista de esta historia es Miku Hinasaki, una joven que se adentra en la Mansión Himuro, una enorme villa abandonada del periodo Edo, en busca de su hermano Mafuyu, desaparecido al adentrarse en busca de su amigo novelista Junsei Takamine, que tras hospedarse en la mansión con su equipo para investigar las siniestras leyendas que corrían sobre el lugar, llevaba semanas sin dar señales de vida.
Pronto descubrirá que la mansión está plagada de los fantasmas de muchos de sus antiguos moradores, que la atacarán cegados por la desesperación y las ansias de venganza. Poco a poco, y mientras va adentrándose en el lugar, irá encontrando pistas que le permitirán deducir que todo gira en torno al terrible espectro de una misteriosa mujer vestida con un kimono blanco, llamada Kirie, víctima de un sangriento sacrificio sintoísta destinado a aplacar una supuesta puerta al inframundo y origen de la maldición que pesa sobre el lugar. Para su desgracia, la mansión también revelará estar mucho más relacionada con su propia historia y la de su familia de lo nadie que pudiera sospechar.

## Personajes
- Miku Hinasaki: Protagonista de la historia, desde pequeña puede ver fantasmas, al igual que todos los de su familia. Por ello le costaba mucho hacer amigos y solo podía confiarle sus visiones a su hermano, Mafuyu. Acude a la mansión Himuro en busca de éste.

- Mafuyu Hinasaki: Hermano mayor de Miku. Fue en busca de Junsei Takamine a la mansión Himuro y desapareció. Éste, al igual que su hermana Miku, podía ver fantasmas. Fue capturado por Kirie, la mujer del kimono blanco.

- Miyuki Hinasaki: Madre de Miku y Mafuyu, poseía el mismo poder que sus hijos. Se suicidó porque el poder de la cámara la volvió loca, pero antes de morir le entregó la cámara a Miku, que ella a su vez heredó de su madre, Mikoto. Se parecía mucho a su abuela, Yae.

- Junsei Takamine (El novelista): Escritor de novela negra, atravesaba un momento difícil, por lo que decidió que su próximo libro sería un auténtico superventas acerca de los rituales de la familia Himuro, pero desapareció cuando fue a la mansión Himuro a investigar con su editor y su asistente. Logró averiguar el paradero del primer trozo del espejo sagrado, pero cuando estaba a punto de hacerse con él Kirie le mató en una grotesca crucifixión y luego los fantasmas arrojaron su cuerpo desde el techo del santuario.

- Koji Ogata (El editor): Editor del novelista Takamine. Desapareció en la mansión Himuro cuando fue a investigar con Takamine e Hirasaki. Fue el primero de los tres en morir, mientras intentaba esconderse de Kirie en un armario. Tomoe y Junsei encontraron su cadáver con los miembros desencajados.

- Tomoe Hirasaki: Asistente de Takamine, desapareció mientras investigaba con Takamine y Ogata. Ella presentía que la mansión estaba encantada gracias a su sexto sentido. Pero no quería perder la oportunidad de trabajar con Takamine. Murió estrangulada por Kirie.

- Mikoto Munakata: Madre de Miyuki y abuela de Mafuyu y Miku. Fue a la mansión Himuro con sus padres Yae y Ryozo, y el fantasma de Kirie niña la salvó de Brazos Largos, que atrapó y mató al resto de niños con quienes jugaba. Fue encontrada amnésica y con la Cámara Oscura a mucha distancia de la mansión pocos días después de que sus padres muriesen. Fue adoptada posteriormente por la familia Hinasaki.

- Ryozo Munakata: Experto folclorista esposo de Yae y padre de Mikoto. Tras huir del pueblo de All God donde su maestro Seiji fue asesinado en el ritual Kusabi (Project Zero II: Crimson Butterfly), encontró a Yae, que también había huido, se enamoraron y se casaron años más tarde. Acudió a la mansión Himuro para investigar los rituales con su mujer y su hija, y todo fue bien hasta el día en que Mikoto desapareció, y Yae se suicidó. Tras lograr abrir la puerta del infierno con la máscara cegadora, el espíritu maligno de kirie lo asesino. Miku encuentra su cadáver con uno de los trozos del espejo.

- Yae Munakata: Esposa de Ryozo y madre de Mikoto. Tras huir del pueblo de All God dejando atrás a su hermana gemela, Sae (Project Zero II: Crimson Butterfly), se encontró con Ryozo, que también había logrado huir, se enamoraron y tuvieron una hija. Años más tarde ella acudió junto con su familia a la mansión Himuro para que su esposo investigara los rituales de la familia Himuro, allí descubrió una segunda cámara obscura como la que usaba Seijiro Makabe, el maestro de su esposo. Un día, su hija y el resto de los niños desaparecieron mientras jugaban a Atrapa al demonio, al no encontrarla, creyó que la había perdido del mismo modo que perdió a su hermana Sae y se suicidó ahorcándose de un árbol del jardín, al igual que Miyuki.

## Enemigos

### Fantasmas
- Koji Ogata (Fantasma): Es uno de los principales fantasmas y es muy débil, aparece tres veces, dos veces en la sala de kimonos y en la habitación donde murió una vez.

- Tomoe Hirasaka (Fantasma): También es uno de los fantasmas que enfrentamos solo aparece dos veces en el cuarto de la pecera y el jardín que esta antes del templo Narukami.

- Ryozo Munakata (Fantasma): Es un fantasma que enfrentamos aparece en la 2.ª noche en la sala de budas y en la boca del demonio.

- Yae Munakata (Fantasma): Es otro fantasma que enfrentamos aparece en la 2.ª noche en el patio principal.

- Sacerdotes del Santuario: Su deber principal era cuidar de la doncella del santuario de la soga durante sus 10 años de aislamiento y garantizar que permaneciera fiel a su causa. En el Ritual de Estrangulamiento, cada sacerdote se le asigna un determinado símbolo, y cada símbolo representa una de las cuatro extremidades de la doncella de la soga, determinan qué parte de la soga deben tirar.

- El Patriarca: El patriarca fue el último maestro de familia antes de que ocurriera la calamidad. El patriarca llevaba la máscara tradicional de reflexión en todo momento durante la ejecución de estos rituales. La máscara de reflexión cambia al del rostro de un ángel o la de un demonio dependiendo de la naturaleza de la persona que está usando la máscara. En el caso del patriarca, cambió en un demonio. Después del error en el ritual de estrangulamiento, el patriarca se volvió demente, asesinando a cualquier persona que se le pasaba con su katana. Después de que todos en la mansión Himuro estaban muertos, el patriarca lamento lo que había hecho y se suicidó. Es uno de los fantasmas más poderosos y resistentes, con su katana quita más vitalidad.

- Doncella Santuario de la Soga: No se sabe mucho acerca de la doncella de santuario de la soga anterior a Kirie. Con éxito fue sacrificada en el ritual de estrangulamiento en la mansión Himuro antes del fallido ritual de Kirie Himuro. Ella se encuentra durante la 3.ª noche, como un fantasma aleatorio, o al final de la 4.ª de noche, en la habitación donde ella fue sacrificada y de nuevo en el sendero de bautismo a la puerta del infierno antes de la lucha final con Kirie.

- Gente Muerta: Son fantasmas menores. Todos son miembros de la familia Himuro que perecieron durante la calamidad.

- Brazos Largos: Brazos largos fue un miembro de la familia Himuro que vivió algún tiempo antes del ritual de estrangulamiento de Kirie. Nunca mencionan cuanto tiempo atrás del ritual vivió. Brazos Largos tuvo una hija que cuidaba intensamente, cuando su hija alcanzó los 7 años de edad fue escogida para ser la próxima doncellas del ritual de estrangulamiento, Brazos Largos intento detener esto oponiéndose a los demás miembros. Sin embargo no mencionan que paso con el y su hija, probablemente ella fue sacrificada. Aparece en la pasarela en la 1.ª noche y en las escaleras en la 2.ª noche.

- Niño del Reloj: Este chico fue amigo de Mikoto Munakata, no se sabe mucho de él o su familia. El 24 de junio (año desconocido) él y otros dos amigos de Mikoto llegaron a jugar con Mikoto igual que normalmente. En este día, Mikoto fue elegida para ser "El Demonio" en el juego "Atrapa al Demonio", el y sus amigos corrieron por toda la mansión buscando un lugar para esconderse. El decidió ocultarse junto al reloj en la sala de la chimenea. En algún momento mientras esperaba, Brazos Largos lo agarró, y lo arrastró hacia el reloj y al mundo de los espíritus. El tomó el pedazo del espejo Santo que Miku Hinasaki habían obtenido después de despertarse en la habitación de muñecas. Más tarde, ella lo derrota y recobra la pieza.

- Niña en el Pozo: Al igual que el Niño del Reloj era amigo de Mikoto Munakata, el día en que le tocó a Mikoto ser "El Demonio" se escondió detrás del pozo. Pero Mikoto no la encontró. Al final, un fantasma llamado Brazos Largos apareció desde dentro del pozo y la tiro en él. Como ella fue arrastrada en el pozo, su cuerpo y cara se rayaron, más tarde cicatrizando. Prueba de ello todavía puede verse en su forma de fantasma. Se encuentra en el patio cuando uno abre el pozo en la 2.ª noche.

- Niña que Gatea: Igual que los otros dos niños era amiga de Mikoto Munakata. Ella se escondió de Mikoto, "El Demonio", en la sala de muñecas. Mientras que ella estaba esperando para ser encontrada, Brazos Largos la agarró y la tiro contra la pared. Su cuerpo nunca fue encontrado. Es un fantasma lento que gatea, se encuentra en la sala de muñecas en la 1.ª noche y en el pateo de cerezos en la 2.ª noche.

- Cuello Roto: Lo poco que se sabe de ella es que no era miembro de la familia Himuro, era una visitante que murió el día del ritual de Kirie. Es un fantasma con su cabeza caída hacia atrás y que anda de espaldas. Se encuentra en el pateo de cerezos en la 1.ª noche y en el abismo en la 2.ª noche.

- Demonio Ciego: Fue una mujer que fue elegida para ser la demonio ciego. Es un fantasma aleatorio que aparece desde la 2.ª noche: en el patio de cerezos, las escaleras y en la boca del diablo.

- Mujer del Pelo Largo: Es un espíritu salido de la llamada Hell Gate (puerta al inframundo) arrastra a sus víctimas al infierno aparece la 1.ª noche en el gran salón de tatami, y después en la habitación con tanques de peces junto con el monje vagabundo

- Monje Vagando: En algún momento después de la calamidad, visitó la mansión en un intento para exorcizar a los fantasmas que la habían embrujado. Sin embargo, él no pudo hacerlo, sucumbiendo a los fantasmas de la mansión. Después de su muerte, su espíritu errante ataca a cualquier persona que entre en la mansión. Aparece en pareja con la mujer de cabello largo en locaciones al azar.

- Cabeza de Mujer: Ella murió durante el día del ritual de Kirie. Fue una de las víctimas del Patriarca siendo decapitada cuando este estaba loco. Después de su muerte su espíritu vaga buscando como reemplazar su cuerpo.

- Hombre de la Soga:

- Rostro Flotante: Rostro flotante es un antiguo fantasma de un hombre que murió mucho antes de que se produjera la calamidad. El fantasma es tan antiguo que perdió su forma durante el paso del tiempo. Probablemente llegó a la mansión Himuro para cruzar la puerta del infierno cuando se abrió. Miku Hinasaki encontró este espíritu en el pasillo, cerca de la boca de demonio, mientras buscaba a su hermano.

- Mujer Flotando:

- Hombre Vagando: también llamado Bound man, murió junto con toda la familia Himuro cuando el ritual de Kirie fallo, su aparición es al azar.

- Manos del Suelo: Hay muy poca información disponible sobre este fantasma. Es un espíritu inusual que rara vez aparece. Es una mano que de repente aparecen desde fuera de un agujero y agarrar a los pies de Miku. Se encuentra en el agujero del suelo en el cuarto de muñecas o también el lugar de la fogata.

- Kirie niña: Es el lado bueno de Kirie, que se manifiesta como un espíritu con la apariencia de Kirie cuando era niña, antes del ritual de estrangulamiento. Ayuda a Miku varias veces a lo largo de la historia, y también ayudó a Mikoto Munakata, la abuela de Mafuyu y Miku, cuando era niña, a escapar del espíritu Brazos largos y huir de la mansión.

### Jefes
- Junsei Takamine (Fantasma): Aparece solo en el templo Narukami como jefe final de la primera noche.

- Kirie forma adulta: Es la principal villana de la historia, después de ser seleccionada como la doncella de la cuerdas al ser atrapada al final en el juego de atrapar el demonio, pase cerca de 10 años de reclusión, hasta que un día conoció a un joven (idéntico a Mafuyu en apariencia) de quien se enamoró, conviviendo con el llegó a tomarle cariño a la vida. Cuando el desaparece cae en depresión dudando de poder continuar con éxito el ritual. Cuando llega el momento sus dudas de vivir o cumplir con su deber, causan que al morir las cuerdas con las que le sacrificaron no funcionen a sellar la puerta la inframundo. Ocasionando que la Calamidad pase, el Malice (la maldad) del inframundo posesione su espíritu. Al final es purificada gracias a los esfuerzos de Miku cumpliendo con su deber como La doncella de las cuerdas.

## Rituales
En la mansión Himuro hay varios rituales, dos de ellos son:
- Ritual del "Demonio Ciego": Es el ritual en el que se colocaba una máscara con pinchos en los ojos a una mujer, dejándola ciega y convirtiéndola en el "demonio ciego". Después de ello, la mujer se veía obligada a participar en un juego en el que debía atrapar a unas niñas que se escondían por toda la mansión, la 1.ª en ser atrapada sería el próximo "demonio ciego", y la última en ser atrapada sería la escogida para ser sacrificada en el ritual de estrangulamiento. Luego, la máscara era colocada en la boca del infierno para cegar a los espíritus del otro lado.

- Ritual de Estrangulamiento: Es el ritual principal de la historia, se trata de ahorcar a una sacerdotisa de la cabeza y extremidades tanto superiores como inferiores que haya estado aislada del exterior durante 3669 días exactos. Después la soga empleada se ataba a la llamada puerta del infierno para que la oscuridad no pase de la puerta, pero Kirie se negó a cumplir con su deber y tenía demasiado apego a la vida, por lo que su soga no obtuvo el poder necesario y se partió abriendo la puerta y rompiendo el espejo sagrado, haciendo que la oscuridad se apoderase de su alma y convirtiéndola en el ser maligno que es ahora.

## La Cámara Oscura
La Cámara Oscura es capaz de fotografiar las cosas que no se ven a simple vista. Fue creada por el señor Asou al igual que el proyector y la radio de piedra o radio de cristal.
Su poder de dañar a los espíritus no se explica hasta el final de la historia, cuando la cámara se rompe y Miku descubre que dentro estaba el último trozo del espejo sagrado.